# Tecuexcontitlán
Tecuexcontitlán es una localidad del estado mexicano de Guerrero. Es parte del municipio de Tepecoacuilco de Trujano.

## Toponimia
El nombre «Tecuexcontitlán» proviene de los términos en náhuatl: tetl, piedra; cuezcomatl, troje; titlan, entre. Su significado es «Lugar entre los trojes de piedra».

## Demografía
| Gráfica de evolución demográfica |
|                                  |

| Censo | Población |
| ----- | --------- |
| 1900  | 333       |
| 1910  | 383       |
| 1921  | 360       |
| 1930  | 503       |
| 1940  | 595       |
| 1950  | 650       |
| 1960  | 1 068     |
| 1970  | 1 288     |
| 1980  | 1 469     |
| 1990  | 1 143     |
| 2000  | 1 226     |
| 2010  | 1 252     |
| 2020  | 1 289     |